# Bursztynowo (powiat Grudziądzki)
Bursztynowo is een plaats in het Poolse district  Grudziądzki, woiwodschap Koejavië-Pommeren. De plaats maakt deel uit van de gemeente Świecie nad Osą en telt 420 inwoners.

## Verkeer en vervoer
- Station Bursztynowo